# Concepts
Concepts eller CNCPTS är en amerikansk skobutik och tillverkare av skor och kläder med huvudkontor i Cambridge, Massachusetts. De har butiker i Boston, Cambridge, New York, Shanghai och Dubai. De är främst kända för sina exklusiva samarbeten med andra varumärken så som Canada Goose, New Balance, Adidas med flera. Dessa skor och kläder är oftast dyra, limiterade i antal och säljs enbart på Concepts butiker.